# チングルマ属

## 概要
低い低木(shrub)または小低木(undershrub)。葉は(断続的な)羽状複葉、小葉はかなり少数、楔状の倒卵形、縁は欠刻状円鋸歯状または羽状全裂(pinnatisect)する。花茎は通常の状態では小さな苞を発達させる。花は花茎に単生する。花托筒は短く、ほぼ皿形(patelliform)。外側の萼片は5個、内側の萼片とほぼ等長。花弁は5枚。ディスクは存在しないか、ほとんど目立たない。雄しべは多数。花糸は無毛。子房柄(gynophore)は無またはほぼ無。花托は短い円錐形で無毛。雌しべは多数。花柱は長く、密に毛があり、関節はない。世界に2種あり、日本、ロシア、アラスカに分布する。

## 種類
日本(北海道、本州の中部地方以北）、ロシア、アラスカ原産。英名はAleutian avens, low avens。和名は花後の形が、子供の遊ぶ風車に似ていことから稚児車と呼ばれ、これが転じたものといわれている。
　落葉小低木、高さ7～10㎝。草本のように小さい。茎は長く木質で分枝するてい幹(branched caudex)から生じ、微軟毛がある。葉は奇数羽状複葉、長さ2～5㎝。小葉は普通5～7個。托葉は長さ2～6㎜。葉柄は長さ4～15㎜、基部で広がって茎を鞘状に包み、鞘の縁には縁毛がある。下部の葉の小葉は狭楕円形、長さ2～6㎜、縁は全縁または間隔の離れた歯がある。上部の葉の小葉は倒卵形～菱形、長さ8～12㎜、縁は鋭く裂けるかまたは先に歯がある。花序は苞が3出または線形、長さ6～10㎜。托葉があり。葉柄は鞘状の基部にまで縮小する。小花柄は長さ2.5～8cm、無毛または下部に微軟毛があり、上部は微軟毛または羽毛状毛がある。花は直径約2㎝、直立し、副萼小苞(epicalyx bractlets)はときに先が2裂またはほぼ2裂し、長さ3～4㎜。萼片は卵形、長さ4～7㎜、縁は全縁。花弁は白色、開出し、長さ7～11㎜、萼片より明らかに長い。雌しべは多数つき、痩果の花柱は白毛を密生し、長さ約3㎝に伸び、果時の小花柄は長さ7～10㎝になり、先が風車状になる。2n=14。花期は夏。(Flora of North America)
7-1 Sieversia pentapetala (L.) Greene f. plena Miyabe et Tatew.　ヤエチングルマ　八重稚児車
　花が八重咲きの品種。
7-2 Sieversia pentapetala (L.) Greene f. rosacea (Nakai) Takeda　タテヤマチングルマ　立山稚児車
　花が淡紅色の品種。
2 Sieversia pusilla (Gaertn.) Hultén　シエベルシア・プシラ
　　synonym　Anemone pusilla Gaertn.
　　synonym　Anemonastrum baicalense (Turcz.) Mosyakin
　　synonym　Geum selinifolium (Fisch. ex F.Schmidt) Hultén
　　synonym　Sieversia anemonoides var. tenuis Regel & Tiling
　　synonym　Sieversia selinifolia Fisch. ex F.Schmidt
　ロシア東部原産。北極圏のツンドラ、山の斜面、海岸に生える。
　多年生。台木は通常細く、前種よりも木質化が少ない。小葉は倒卵形または広倒卵形で、基部が楔形に細くなり、深く(中間より深く)3裂し、裂片は長楕円形で、先では2～3裂、下側の小葉は全縁。花はより大きく、直径25～30㎜。萼片は卵形～広卵形、ほぼ等長。小果実は多少急に花柱に移行する。その他はS. pentapetalaに類似。7月～8月。

## 引用/参考
https://mikawanoyasou.org/data/tinguruma.htm
1. ↑  “チングルマ Sieversia pentapetala バラ科 Rosaceae チングルマ属 三河の植物観察”. mikawanoyasou.org. 2025年8月20日閲覧。